# Martyn Bernard
Martyn John Bernard, född den 15 december 1984 i Wakefield, är en brittisk friidrottare som tävlar i höjdhopp.
Bernards genombrott kom när han blev silvermedaljör vid Samväldesspelen 2006 efter ett hopp på 2,26. Han deltog vid EM 2006 men blev utslagen i kvalet. Däremot blev han bronsmedaljör vid inomhus-EM 2007 efter att ha klarat 2,29. Han var även i final vid VM 2007 men slutade först på en 14:e plats med ett hopp på 2,21. 
Vid Olympiska sommarspelen 2008 var han i final och slutade nia efter att ha klarat 2,25.
Bernanrd är 1.90 cm lång och väger 79 kg.

## Personliga rekord
- Höjdhopp utomhus - 2,30 meter (29 juni 2008 i Eberstadt)
- Höjdhopp inomhus - 2,30 meter (3 mars 2007 i Birmingham)